# Benignidade
Benignidade (do Latim bene- = "bem" e -genus = "nascido"), é um termo médico de descrição de uma doença branda e não-progressiva. O termo é mais familiar como uma descrição de neoplasia não cancerosa, mas também pode se referir a outras condições; significando que "não causa danos à saúde".
Usos do termo "benigno" na oncologia:
- Tumor benigno, geralmente sinônimo de neoplasia benigna.

Doenças não-oncológicas descritas como "benignas":
- Hipertensão intracraniana benigna;
- Encefalomielite miálgica benigna;
- Vertigem posicional paroxística benigna;
- Hiperplasia prostática benigna;
- Malária terçã benigna (Malária causada especificamente pelo Plasmodium vivax ou Plasmodium ovale).